# Robert Harting
Robert Harting (Cottbus, 18 oktober 1984) is een Duitse discuswerper. Hij werd eenmaal olympisch, tweemaal Europees en driemaal wereldkampioen in deze discipline.

## Loopbaan
Harting won in 2005 het discuswerpen op de Europese kampioenschappen U23 en werd in 2007 Duits kampioen discuswerpen in Erfurt met 63,79 m. In 2005 en 2006 werd hij op de Duitse kampioenschappen tweede en in 2004 vierde. In 2006 deed hij mee aan de Europese kampioenschappen, maar wist zich niet te plaatsen voor de finale.
Op de Olympische Spelen van 2008 in Peking miste Harting met een vierde plaats op een haar na het podium. Hij veroverde in 2009 in deze discipline de wereldtitel op de wereldkampioenschappen in Berlijn. Bij de twee volgende wereldkampioenschappen prolongeerde hij deze titel en in 2012 won hij zijn eerste Europese titel. 
Zijn beste prestatie leverde hij bij de Olympische Spelen van Londen door olympisch kampioen te worden. Vier jaar later bij de Olympische Spelen van 2016 in Rio de Janeiro was zijn goede vorm verdwenen en sneuvelde hij in de kwalificatieronde met een beste poging van 62,21.
Robert Harting is lid van atletiekvereniging SCC Berlin. Zijn broer Christoph Harting doet ook aan discuswerpen en werd in 2016 olympisch kampioen in deze discipline.

## Titels
- Olympisch kampioen discuswerpen - 2012
- Wereldkampioen discuswerpen - 2009, 2011, 2013
- Europees kampioen discuswerpen - 2012, 2014
- Duits kampioen discuswerpen - 2007, 2008, 2009, 2010, 2011, 2012, 2013
- Europees kampioen U23 discuswerpen - 2005

## Persoonlijke records
| Onderdeel    | Prestatie | Datum       | Plaats |
| ------------ | --------- | ----------- | ------ |
| kogelstoten  | 18,63 m   | 6 juli 2007 | Gotha  |
| discuswerpen | 70,66 m   | 22 mei 2012 | Turnov |

## Palmares
Kampioenschappen + overig

### discuswerpen
- 2001:  WK junioren B - 62,04 m
- 2005:  EK U23 - 64,50 m
- 2005: 9e Europese Wintercup - 57,52 m
- 2006: 9e Europese Wintercup - 58,73 m
- 2007: 7e Europese Wintercup - 58,12 m
- 2007:  WK - 66,68 m
- 2007: 4e Wereldatletiekfinale - 65,25 m
- 2008:  Europese Wintercup - 64,34 m
- 2008: 4e OS - 67,09 m
- 2008:  Wereldatletiekfinale - 65,76 m
- 2009:  Europese teamkampioenschappen - 65,40 m
- 2009:  WK - 69,43 m
- 2009:  Wereldatletiekfinale - 66,37 m
- 2010:  EK - 68,47 m
- 2011:  WK - 68,97 m
- 2012:  Duitse kamp. - 67,79 m
- 2012:  EK - 68,30 m
- 2012:  OS - 68,27 m
- 2013:  WK - 69,11 m
- 2014:  FBK Games - 68,47 m
- 2014:  EK - 66,07 m
- 2016:  Gouden Spike - 65,37 m
- 2016: 9e in kwal. OS - 62,21 m
- 2017: 6e WK - 65,10 m

Golden League-podiumplekken
- 2008:  ISTAF – 67,70 m
- 2009:  ISTAF – 66,17 m

Diamond League-podiumplekken
- 2010:  Shanghai Golden Grand Prix – 68,69 m
- 2010:  Weltklasse Zürich – 68,64 m
- 2011:  Prefontaine Classic – 68,40 m
- 2011:  Meeting Areva – 67,32 m
- 2011:  Weltklasse Zürich – 67,02 m
- 2012:  Birmingham Grand Prix – 66,64 m
- 2013:  Prefontaine Classic – 69,75 m
- 2013:  Meeting Areva – 67,04 m
- 2013:  Weltklasse Zürich – 66,83 m
- 2014:  Golden Gala – 68,36 m
- 2014:  Adidas Grand Prix – 68,24 m

## Onderscheidingen
- Sporter van het jaar: 2012, 2013, 2014
- Atleet van het jaar: 2009, 2012, 2014
- Berlijns sporter van het jaar: 2011, 2012, 2013, 2014
- Goldene Henne: 2012 (ereprijs van de jury – „Olympia“)
- Silbernes Lorbeerblatt: 2012
- Orde van verdienste van Berlijn: 2012
- St.-Georgs-Orden in de categorie sport: 2015

1896: Bob Garrett ·
1900: Rudolf Bauer ·
1904: Martin Sheridan ·
1906: Martin Sheridan ·
1908: Martin Sheridan ·
1912: Armas Taipale ·
1920: Elmer Niklander ·
1924: Bud Houser ·
1928: Bud Houser ·
1932: John Anderson ·
1936: Ken Carpenter ·
1948: Adolfo Consolini ·
1952: Sim Iness ·
1956: Al Oerter ·
1960: Al Oerter ·
1964: Al Oerter ·
1968: Al Oerter ·
1972: Ludvík Daněk ·
1976: Mac Wilkins ·
1980: Viktor Rasjtsjoepkin ·
1984: Rolf Danneberg ·
1988: Jürgen Schult ·
1992: Romas Ubartas ·
1996: Lars Riedel ·
2000: Virgilijus Alekna ·
2004: Virgilijus Alekna ·
2008: Gerd Kanter ·
2012: Robert Harting ·
2016: Christoph Harting ·
2020: Daniel Ståhl ·
2024: Rojé Stona
1983: Imrich Bugár ·
1987: Jürgen Schult ·
1991: Lars Riedel ·
1993: Lars Riedel ·
1995: Lars Riedel ·
1997: Lars Riedel ·
1999: Anthony Washington ·
2001: Lars Riedel ·
2003: Virgilijus Alekna ·
2005: Virgilijus Alekna ·
2007: Gerd Kanter ·
2009: Robert Harting ·
2011: Robert Harting ·
2013: Robert Harting ·
2015: Piotr Małachowski ·
2017: Andrius Gudžius ·
2019: Daniel Ståhl ·
2022: Kristjan Čeh ·
2023: Daniel Ståhl